# بشیر العظمه
بشیر العظمه (به عربی: بشیر العظمه) (۱۹۱۰ - ۱۹۹۲) در شهر دمشق سوریه از تاریخ ۱۶ آوریل ۱۹۶۲ - ۱۴ سپتامبر ۱۹۶۲ تصدی نخست‌وزیری سوریه را برعهده داشت.